# Càstor Pérez Diz
Càstor Pérez i Diz (Coll de Nargó, 11 de novembre de 1955 – Palafrugell, 10 de novembre de 2010) va ser un compositor, cantant i estudiós del món de l'havanera. És considerat un hereu cultural dels vells cantaires d'havaneres i de cançó de taverna, i anà recopilant tota mena d'informació per tal que aquest cant no caigués en l'oblit. Des de l'any 1977 continuà el treball de divulgació i recopilació documental entorn l'havanera iniciat per Ernest Morató Vigorós, ampliant-ne el camp d'acció al cant de taverna en general.

## Biografia

### Origen i infància
Càstor Pérez Diz va néixer a Coll de Nargó, un poble de l'Alt Urgell. De pares gallecs, de Correchouso, Comarca de Verín, província d'Ourense, era el petit de tres germans. Degut a la feina del pare, la família va voltar força pel país, fet que va provocar que en Càstor no tingués una residència fixa durant la seva infància. Els seus primers estudis foren cursats a Balaguer (la Noguera), després la família es va traslladar a Riudarenes (la Selva), posteriorment a Antequera (Andalusia), Vidreres (la Selva), Barberà del Vallès (Vallès Occidental) i finalment es va instal·lar a Palafrugell (Baix Empordà).

### Introducció i evolució
La seva vinculació amb l'havanera començà als disset anys. Va ser l'any 1972 quan s'incorpora junt amb en Francesc "Xiqui" Ramon al grup Port-Bo, format per l'Ernest Morató Vigorós, en Carles Mir i en Josep Xicoira "Pitu Rompos" per cobrir la corda de baix i acompanyar amb la guitarra. Cinc anys més tard, el 1977, els tres fundadors decidiren plegar dels escenaris, deixant pas al jovent que veien amb força, prou coneixements i implicació per continuar la tasca que ells havien començat. Fou llavors quan en Càstor es feu càrrec de la direcció musical del grup. Va estar-hi vinculat durant vint-i-dos anys, en què el grup enregistrà sis treballs discogràfics.
L'any 1994 plegaren del grup ell i en Fonsu Carreras, i juntament amb en Pere Bahi formaren el grup Caobana. Un any més tard (1995) marxà en Pere, i en Fonsu i en Càstor formaren el grup Es Caliu però com que coincidia amb el nom d'un altre grup, al cap de cinc mesos el canviaren per Duet. Després de set anys, l'any 2001, en Lluís Bofill s'incorporà al grup per enriquir-ne la cobertura musical. El grup Duet té enregistrats quatre treballs discogràfics que han estat referent per a molts grups d'havaneres.
L'any 2003, en Càstor prengué la decisió d'unir esforços amb el duet Àmfora format per en Pere Molina i en Xavi Jonama, i junts crearen el grup L'Empordanet, del qual en Càstor també es feu càrrec de la direcció musical. Amb aquest grup enregistrà dos treballs discogràfics més i, malauradament, quan va morir estaven preparant el tercer per enregistrar-lo.
Cubacant va ser el darrer projecte que començà en Càstor. L'inicià l'any 2008 junt amb la cantant Neus Mar i el percussionista Enric Canada per acostar-se a les havaneres primerenques del segle xix, i part de les del segle xx, fetes a Cuba per ser cantades en veu de dona. L'espectacle s'anomenava igual que el treball discogràfic que varen enregistrar: L'essència de l'havanera. A principis de 2010 s'incorporà al grup en Francesc "Xiqui" Ramon consolidant així Cubacant com un nou grup d'havaneres.

### Vinculació amb Cuba
Després de fer diversos viatges a Cuba, el 1995 començà a col·laborar amb el matrimoni Andreu Navarro i Maria Àngels Teruel en el Casal català de l'Havana i en la institució Fòrum Solidari, que donava suport als casals catalans de l'illa caribenya. La contribució d'en Càstor augmentà el 2006, en enviudar la Maria Àngels Teruel.

## Divulgació
L'any 1989, Càstor va ser designat Coordinador dels estudis de l'havanera a la península. Al llarg de la seva dilatada carrera va fer conferències, exposicions, col·loquis, publicacions i composicions.

### Composicions
- Temps perdut (1986), lletra Glòria Cruz, la seva esposa
- Vestida de nit (1988), lletra Glòria Cruz[4]
- La Habana se llama Elena (1990), lletra Antonio Serrano de Haro
- Vine (2002), lletra Dolors Puig
- El mariner feliç, lletra Magí Torner

### Conferències
- 1992 Mayorga de Campos: Presentació del llibre Castilla canta habaneras de Teresa Pérez Daniel.
- 1993 Mayorga de Campos: 1a. Trobada d'havaneres de Castella. Participa en una taula rodona amb María Teresa Linares, Joaquín Díaz, Maximiliano Trapero i Teresa Pérez Daniel.
- 1993 Montcada i Reixac: 10è aniversari del grup L'Espingari. Participa en una taula rodona amb Antoni Anguela, Joan Soler Amigó, Josep Lluís Ortega i Monasterio.
- 1993 Seròs: Conferència sobre El món de l'havanera dins de les XI Jornades de Cultura, organitzades per l'Ajuntament de Seròs.

### Publicacions
- 1988 Llibret divulgatiu: Port-Bo, havaneres
- 1995 Llibre: L'Havanera un cant popular[5]

## Treballs discogràfics
Amb el grup Port-Bo
- (1968) Calella de Palafrugell i les Havaneres
- (1978) Allà en la Habana
- (1983) Bo i cantant
- (1983) Habaneras
- (1988) Temps perdut
- (1990) De l'Empordà a l'Havana

Amb el grup Duet
- Vora la mar, a prop teu
- Cançó de taverna
- Passeig per la memòria
- Flor de lluna

Amb el grup L'empordanet
- Heretatge
- Indians

Amb el grup Cubacant
- L'essència de l'havanera